# 10685 Харківунівер
10685 Харківунівер (10685 Kharkivuniver) — астероїд головного поясу, відкритий Едвардом Бовеллом 1980 року і названий на честь Харківського національного університету ім. В. Н. Каразіна 2005 року, до 200-літнього ювілею університету.

## Відкриття
Астероїд був відкритий 9 листопада 1980 року американським астрономом Едвардом Бовеллом на тому самому 13-дюймовому телескопі Ловеллівської обсерваторії, за допомогою якого в 1930 році Клайд Томбо відкрив Плутон.
Спершу астероїд отримав тимчасове позначення 1980 VO, що містило інформацію про дату його відкриття: 1980 — рік відкриття, V означає відкриття в першій половині листопада, O означає 14-й астероїд, відкритий за цей період.

## Назва

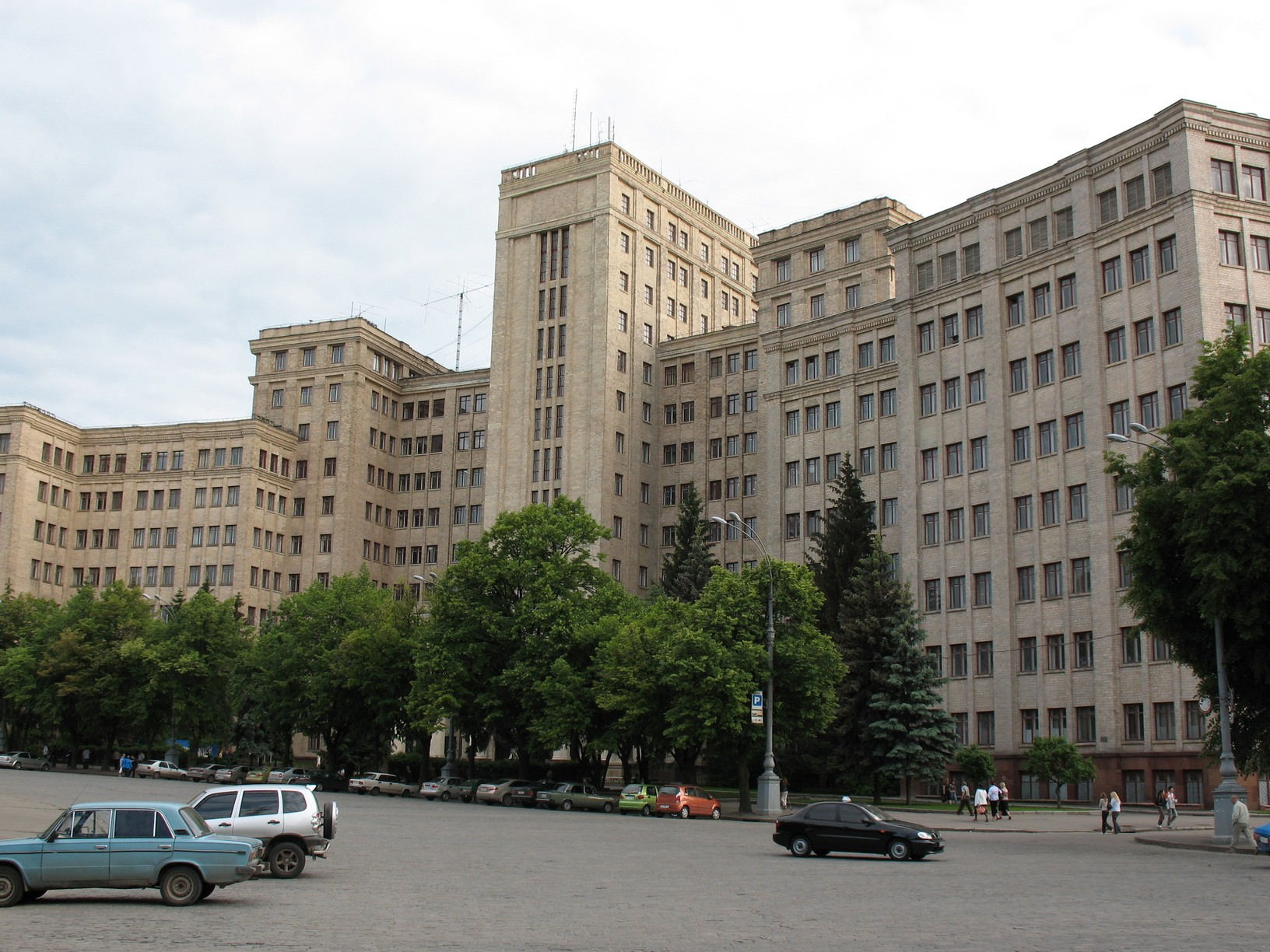
Харківський національний університет імені В. Н. Каразіна, на честь якого названо астероїд.

2005 року, після проведення великої кількості спостережень, коли орбіта астероїда була визначена з високою точністю і зникла ймовірність загубити астероїд, йому було присвоєно номер і назву.
За традицією, назву мав запропонувати першовідкривач астероїда. На той момент Едвард Бовелл вже був добре знайомий із харківською командою дослідників астероїдів, відвідував Харківський університет і навіть назвав астероїд 3210 на честь керівника харківської астероїдної команди Дмитра Лупішка. За спогадами Бовелла, ідея назвати астероїд на честь Харківського університету належала Лупішку, але Бовелл відгукнувся на цю ідею з великим ентузіазмом.
За три дні до офіційного святкування ювілею Харківського університету, — 29 січня 2005 року, — комісія Міжнародного астрономічного союзу затвердила назву астероїда «10685 Kharkivuniver». В обґрунтуванні назви було сказано:
|  | Харківський національний університет, заснований 1804 року В. Н. Каразіним, є найстарішим і найбільшим класичним університетом України. Він добре відомий своїми школами з фізики, математики, астрономії, біології, історії та інших наук, а також своєю активною групою з дослідження малих планет під керівництвом Д. Ф. Лупішка / англ. Kharkiv National University, founded in 1804 by V. N. Karazin, is the oldest and largest classical university in Ukraine. It is well known for its schools of physics, mathematics, astronomy, biology, history and other sciences, and for its active minor-planet group headed by D. F. Lupishko |

29 січня 2005 року Едвард Бовелл прочитав у Харківському університеті лекцію «Удари астероїдів, що наближаються до Землі. Чи чекає нас доля динозаврів?» і передав офіційне свідоцтво про найменування астероїда.